# زاك أورث
زاك أورث (بالإنجليزية: Zak Orth)‏ هو ممثل أمريكي، ولد في 30 سبتمبر 1970 في الولايات المتحدة.

## أعمال

### أفلام
- (1996) روميو + جولييت[4][5][6]
- (2005) برايم[7]
- (2007) موسيقى وكلمات[8]
- (2008) فيكي كريستينا برشلونة[9]
- (2010) الشخصان الآخران[10][11]

### مسلسلات
- ذا غود وايف

## وصلات خارجية
- زاك أورث على موقع IMDb (الإنجليزية)
- زاك أورث على موقع ألو سيني (الفرنسية)
- زاك أورث على موقع ميوزك برينز (الإنجليزية)
- زاك أورث على موقع أول موفي (الإنجليزية)
- زاك أورث على موقع قاعدة بيانات برودواي على الإنترنت (الإنجليزية)
- زاك أورث على موقع قاعدة بيانات برودواي على الإنترنت (الإنجليزية)
- زاك أورث على موقع قاعدة بيانات الأفلام السويدية (السويدية)
- زاك أورث على موقع إن إن دي بي (الإنجليزية)
- زاك أورث على موقع قاعدة بيانات الفيلم (الإنجليزية)